# Осоавиахим-1
«Осоавиахим-1» («ОАХ-1») — стратосферный аэростат, построенный в Советском Союзе.
На этом стратостате в 1934 году был установлен рекорд высоты: «ОАХ-1» впервые в мире смог достичь высоты 22 000 метров над уровнем моря. После этого стратостат стал слишком быстро спускаться и рухнул на землю; все члены экипажа погибли.

## Подготовка полёта
В 1930 году несколько талантливых инженеров Ленинградского отделения ОСОАВИАХИМ загорелись идеей построить новый стратостат для покорения рекордных для того времени высот. Однако из-за финансовых трудностей непосредственная работа над проектом началась только в конце 1932 года. Главным конструктором стратостата назначили Васенко, а руководителем работ — опытного инженера Чертовского.
В июне 1933 года оболочка «Осоавиахим-1» была доведена в объёме до 24 940 м³. В августе того же года готовый стратостат осмотрела комиссия Гражданского воздушного флота под руководством Спасского и, несмотря на то, что люк кабины признали неудовлетворительным по возможности его закрывать, допустила летательный аппарат к эксплуатации.
Для проведения научных опытов и наблюдений стратостат «ОАХ-1» оснастили лучшими на то время приборами, созданными в Главной геофизической обсерватории, часть оборудования подготовили в Радиевом и Физико‑техническом институтах. Институт экспериментальной биологии ходатайствовал, чтобы в стратосферу взяли мушек‑дрозофил.
Первоначально старт «Осоавиахима-1» был назначен на 30 сентября 1933 года, но метеоусловия заставили повременить с полётом. Из-за неулучшающейся погоды полёт стратостата по решению Центрального совета Осоавиахима отсрочили до тёплых дней весны 1934 года. Научную аппаратуру гондолы демонтировали и отправили в Ленинград, оболочку «Осоавиахим-1» сложили и убрали в чехол.
Осенью в беседе с журналистами командир стратостата «СССР-1» (который незадолго до этого достиг отметки в 19 000 метров) Прокофьев сделал революционное заявление, что он и его экипаж готовятся повторить рейд в стратосферу, не дожидаясь наступления тепла, — зимой.
Это побудило Павла Федосеенко подать рапорт в Центральный совет Осоавиахима с предложением осуществить полёт зимой. ЦСО дал добро, и испытатели стали готовиться к полёту. Несмотря на все усилия членов Осоавиахима, подготовить полёт в 1933 году не удалось, и его вновь перенесли на январь 1934 года.
28 января 1934 года «Осоавиахим-1» был доставлен к месту старта в Кунцево. Полёт было решено посвятить XVII съезду компартии, который проходил в те дни в Москве, о чём члены экипажа дали ряд интервью и выступили по радио.
30 января 1934 года с 8:00 до 9:00 прошла завершающая предполётная подготовка «ОАХ-1» и было произведено окончательное взвешивание стратостата. Накануне к расчётному весу осоавиахимовцы добавили 180 килограммов балласта. Благодаря использованию манёвренного и аварийного балластов стало возможным поднять полётный потолок до 20 500 метров.

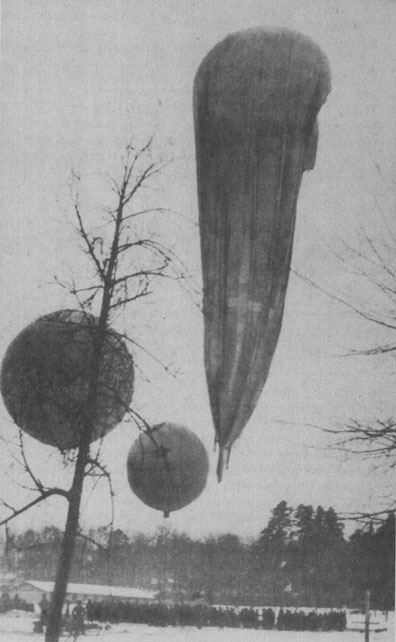
«ОАХ-1» перед стартом
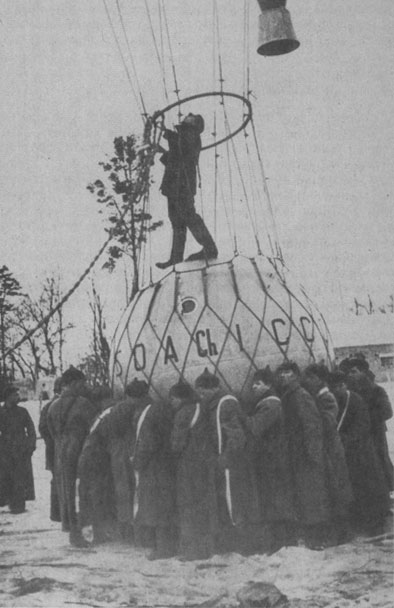
До старта несколько часов
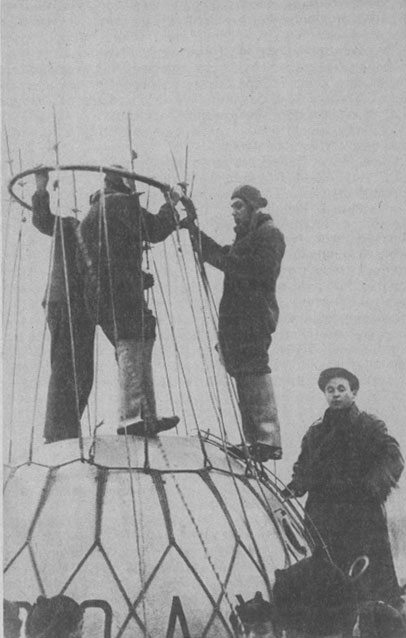
Последние приготовления

## Полёт
По окончании предполётной подготовки «Осоавиахим-1» с экипажем в составе трёх человек — командира экипажа Павла Фёдоровича Федосеенко, бортинженера Андрея Богдановича Васенко и научного сотрудника Ильи Давыдовича Усыскина — оторвался от земли.
Это был первый в истории воздухоплавания зимний полёт стратостата. Павел Федосеенко, который руководил подготовкой стратостата, был очень опытным советским аэронавтом, летавшим ещё в Гражданскую войну и участвовавшим в полётах с Фридманом. Он считал, что риск зимнего полёта был чрезвычайно велик.
В 9:16 на земле принимают первую радиограмму «Осоавиахима-1»:

«Слушайте, слушайте! Говорит „Сириус“! Высота 1600 м. Прошли облака. Температура минус 3 градуса».
Всё шло в расчётных пределах, риск обледенения был минимален.
В 9:56 экипаж «ОАХ-1» передаёт вторую радиограмму:

«Говорит „Сириус“! Высота 15 000 м по альтиметру. Ведём непрерывные наблюдения космических лучей. Взяты три пробы воздуха. Внизу сплошная облачность. Определить направление невозможно».
В 10:14 следующее сообщение:

«Говорит „Сириус“! Высота 19 000 метров!»
Аэронавты достигли рекордной высоты, установленной на «СССР-1». Подъём продолжался, несмотря на выявленную неполадку — сбои поглотителя углекислоты и влаги.
Затем были получены сообщения:

«Говорит „Сириус“! У микрофона командир стратостата Федосеенко. Штурмуем высоты двадцатого километра».
и

«Говорит „Сириус“! Время сейчас 11:16. Высота по альтиметру 20 500 метров».
«Осоавиахим-1» установил новый мировой рекорд.
Потом были получены ещё несколько радиограмм, которые службы обеспечения полёта не могли разобрать полностью из-за низкого качества связи и сильных атмосферных помех:

- «11:42. Говорит „Сириус“! Высота 20 600 м. Слушайте, слушайте! Передаём радиограмму XVII съезду партии…»
- «11:49. Говорит „Сириус“! Производим непрерывные наблюдения и опыты… для изучения космических лучей…»
- «Алло! Говорит „Сириус“! Временно прекращаем приём и передачу, для того чтобы включить патроны для поглощения углекислоты…»

Это были последние радиосообщения, переданные «ОАХ-1».

## Авария

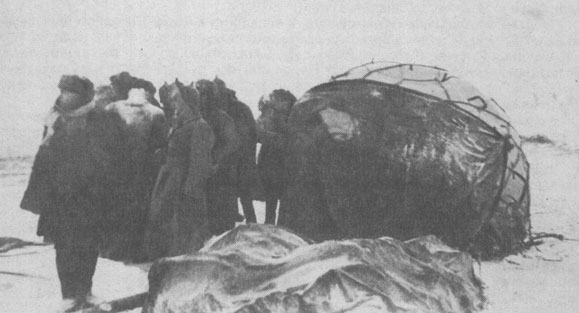
Комиссия на месте падения гондолы «Осоавиахим-1»

Около полудня связь с пилотами «Осоавиахим-1» была утрачена, и о его судьбе ничего не было известно около пяти часов. Около 17 часов покорёженная гондола была обнаружена в 16 км от станции Кадошкино Московско-Казанской железной дороги около деревни Потиж-Острог Инсарского района Мордовской автономной области (сейчас — деревня Усыскино Яндовищенского сельского поселения Инсарского района Республики Мордовия). Полёт завершился катастрофой, всё оборудование стратостата было разбито, члены экипажа погибли. Тщательное изучение дневников, бортжурнала и показаний приборов позволило по большей части установить картину катастрофы. Из записей, сделанных Васенко и Усыскиным, следует, что стратостат в 12:33 достиг рекордной высоты 22 000 метров и продержался на этой высоте около двенадцати минут, после чего начал плавное снижение.
Экипаж около трёх минут держал открытым клапан, но прогретый солнечными лучами воздушный шар опускался чрезвычайно медленно. Лишь через 45 минут начался безостановочный, медленный, не внушающий никаких опасений спуск к Земле. Через час с четвертью стратостат, несмотря на то, что пилоты выпустили значительное количество газа из оболочки, всё ещё находился на высоте около 18 000 метров. Тем временем световой день подходил к концу, и возникла опасность, что после заката резкое снижение обогрева аэростата солнцем может привести к быстрому снижению подъёмной силы газа в оболочке.
До высоты 17 800 метров «ОАХ-1» снижался со скоростью 1 м/с, скорость не превышала расчётную. В бортовых журналах было отмечено, что на высоте 14 300 метров была взята очередная проба воздуха за бортом. Однако скорость снижения нарастала, километром ниже она удвоилась. Пропорционально нарастанию скорости охлаждался и газ в оболочке шара.
За несколько минут до гибели Васенко записал в бортовом журнале:
- «Альтиметр 13 400 м. Время 16:05. Идём вниз. Солнце ярко светит в гондолу. Красота неза…»
- «16:13,5 Альтиметр 12 000 м».

На высоте около 12 000 метров температуры газа и наружного воздуха практически сравнялись, вследствие чего подъёмная сила стратостата резко упала. Для спасения «Осоавиахим-1» экипажу необходимо было сбросить более 700 килограммов балласта. На борту же имелось 420 килограммов балласта, включая аварийный, но даже его экипаж сбросить не успел. К этому времени отказали практически все приборы, так как единственный питающий их аккумулятор сел. Скорость снижения составляла уже 15 м/с и продолжала расти. Гондола с увеличивающимся усилием тянула за собой шар стратостата, и на высоте полтора-два километра от земли стропы оборвались. Экипаж в течение последних десяти секунд падения находился в беспорядочно вращающейся кабине, ударяясь о корпус и приборы. Выбраться наружу и воспользоваться парашютами в таких условиях было практически невозможно, особенно с учётом того, что конструкция гондолы не предусматривала аварийного сброса крышки, открыть которую изнутри было возможно, только открутив двенадцать фиксирующих болтов.

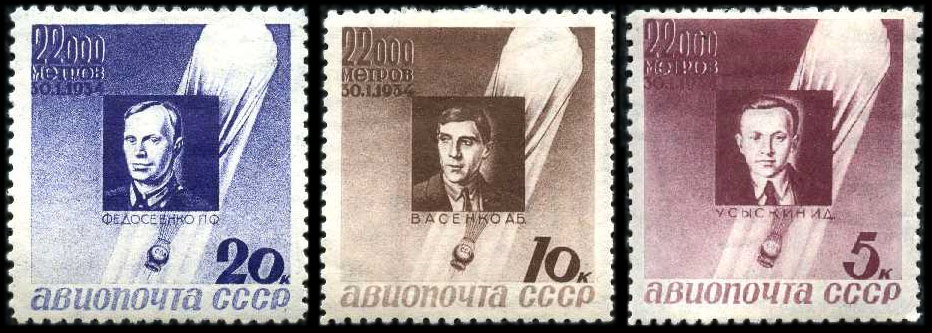
Стратонавты «Осоавиахим-1»: Федосеенко, Васенко, Усыскин

### Расследование
По официальному заключению, причиной катастрофы стратосферного аэростата стало превышение предельной безопасной высоты полёта для этого аппарата (около 20,5 км). Вследствие перегрева солнечным теплом оболочки произошёл сброс объёма газа, что затем сказалось на скорости спуска. Снижение происходило слишком быстро, скорость падения стала критической, и на высоте около 2 км произошёл отрыв гондолы от баллона. Дополнительными факторами, повлиявшими на исход полёта, были слабое крепление гондолы, запутывание клапанной верёвки и сложные условия полёта. Комиссия также установила, что удар гондолы «Осоавиахим-1» о землю произошёл в 16 часов 23 минуты.

## Память

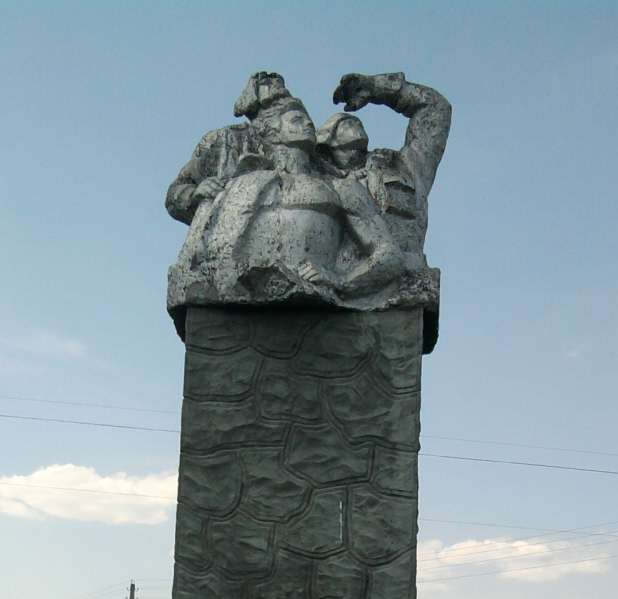
Памятник Стратонавтам в селе Усыскино, близ которого упал стратостат
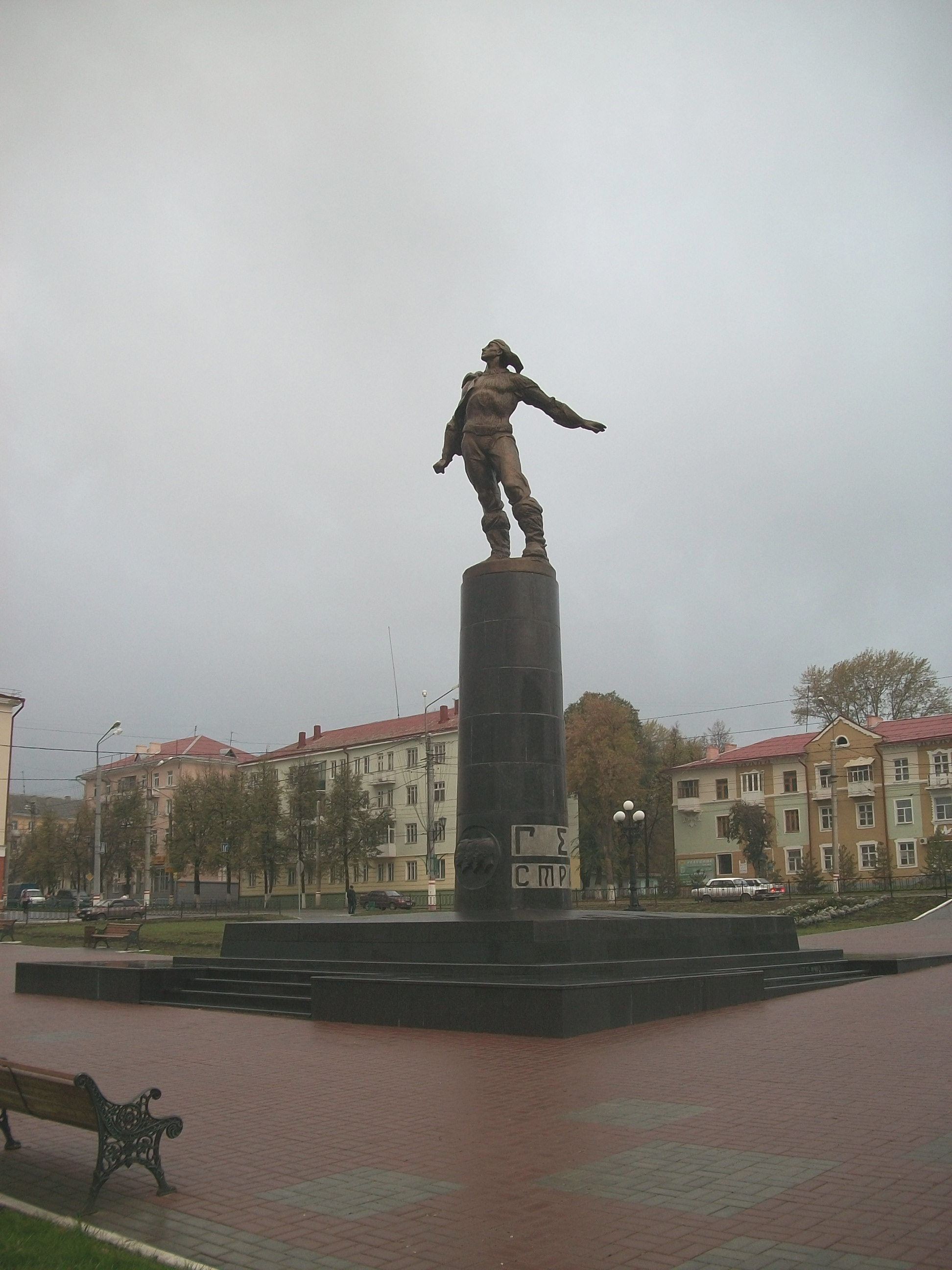
Памятник героям-стратонавтам
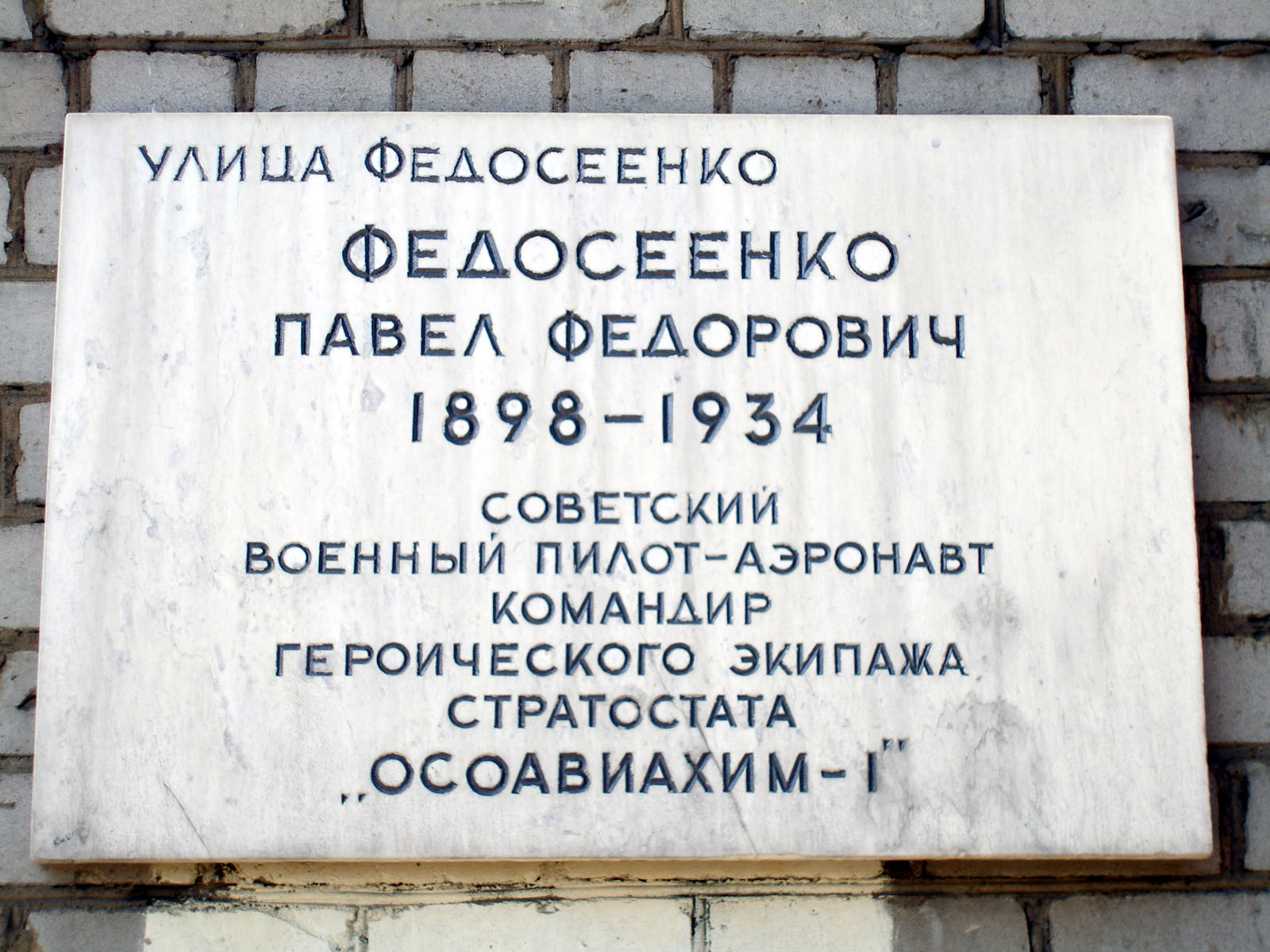
Мемориальная доска на доме 12 по улице Федосеенко, Санкт-Петербург
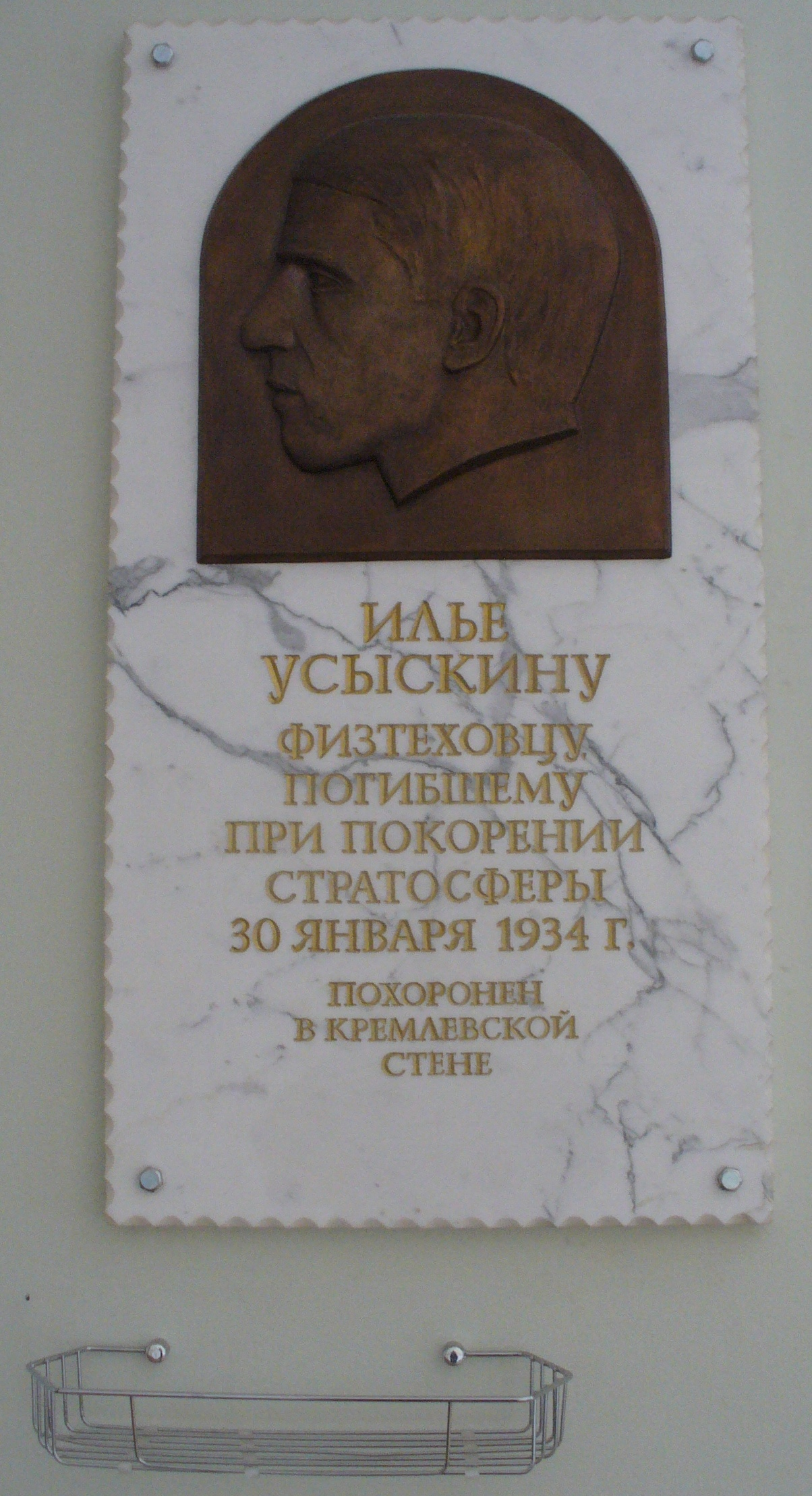
Мемориальная доска в главном здании ФТИ, Санкт-Петербург

- Все члены экипажа «ОАХ-1» были посмертно награждены орденом Ленина (впервые в СССР — посмертно).
- Урны с прахом героев были захоронены в Кремлёвской стене лично К. Е. Ворошиловым, И. В. Сталиным и В. М. Молотовым.
- На месте падения стратостата поставлен обелиск, установлен памятник в Саранске. Он установлен на площади Стратонавтов, рядом с железнодорожным вокзалом.
- История стратостата лежит в основе повести Сергея Синякина «Монах на краю Земли» (1999).
- «Гибель „Воздушного Титаника“. Стратонавты» — документальный фильм телеканала РТР (26 октября 2010).
- В честь полёта экипажа стратостата выпускались почтовые марки в 1934, 1944 и 1964 годах.
- В собрании Русского музея есть картина Г. Н. Бибикова «Стратостат „Осоавиахим”»[5] с изображением запуска статостата.
- В честь стратонавтов названы:
  - проезд Стратонавтов в Москве;
  - улица Героев Стратосферы в Воронеже;
  - улица Федосеенко в Санкт-Петербурге;
  - улица Васенко в Санкт-Петербурге;
  - переулок Усыскина в Санкт-Петербурге;
  - улица Федосеенко в Нижнем Новгороде;
  - улицы Васенко, Федосеенко и Усыскина в Саранске;
  - село Усыскино, бывший посёлок Потиж-Острог Инсарского района Мордовии, близ которого упал стратостат, колхоз этого села носил имя Федосеенко[6].